# Augochlora detudis
Augochlora detudis är en biart som först beskrevs av Joseph Vachal 1911.  Augochlora detudis ingår i släktet Augochlora och familjen vägbin. Inga underarter finns listade.